# Bertha Wegmann
Bertha Wegmann (ur. 16 grudnia 1847 w Sogolio, zm. 22 lutego 1926 w Kopenhadze) – duńska malarka pochodzenia szwajcarskiego, portrecistka. Pierwsza kobieta, która została członkinią Królewskiej Duńskiej Akademii Sztuk. Jako jedna z pierwszych kobiet otrzymała złoty medal „Ingenio et arti” od króla Chrystiana IX.

## Wczesne życie
Bertha Wegmann urodziła się w Szwajcarii w Sogolio wsi i dawnej gminie w regionie Maloja, w szwajcarskim kantonie Gryzonia, w pobliżu granicy z Włochami. Obecnie wieś jest częścią dystryktu Bergell (wł. Bregaglia). Była córką Eberharda Ludwiga Wegmanna (1810–1869) i Cathrine Mini Wegmann (1821–1857). W wieku pięciu lat jej rodzina przeprowadziła się do Kopenhagi. Jej ojciec był fabrykantem i miłośnikiem sztuki, spędzał dużo czasu na amatorskim malowaniu. Jej matka zmarła gdy Bertha Wegmann miała dziesięć lat. Bertha zainteresowała się rysunkiem w młodym wieku, ale ze względów finansowych nie zdobyła formalnego wykształcenia. Dopiero w wieku dziewiętnastu lat zaczęła brać lekcje u Frederika Ferdinanda Helsteda, Heinricha Buntzena i Frederika Christiana Lunda.

## Nauka i podróże
Dzięki wsparciu finansowemu dobrze usytuowanej rodziny Melchior w 1871 roku wyjechała do Monachium, aby kształcić się i pracować. Mieszkała tam do 1881 roku. Początkowo studiowała u malarza Wilhelma von Lindenschmit Młodszego, później u malarza Eduarda Kurzbauera, ale nie była zadowolona z nauki w studyjnej atmosferze i postanowiła studiować bezpośrednio z natury. W Monachium poznała swoją wieloletnią przyjaciółkę, szwedzką malarkę Jeanną Bauck, z którą odbyła kilka podróży do Włoch, Turynu i Francji. W 1879 roku poznała szwedzką malarkę Hildegardą Thorell. Mieszkały w tym samym paryskim pensjonacie przy Rue de Bruxelles. Do śmierci przyjaźniły się i utrzymywały kontakt listowny. W 1881 roku Wegmann wystawiała obrazy w kilku galeriach paryskich i otrzymała wyróżnienie za pierwszy znany obraz przedstawiający Jeannę Bauck, na wystawiane Salon de Paris. W następnym roku otrzymała złoty medal za portret siostry.

Portret Jeanny Bauck, wyróżniony w 1881 roku w Salon de Paris

Latem 1881 i 1882 roku Bauck i Wegmann mieszkały razem w Écouen, wiosce niedaleko Paryża, którą wybrały od głośnej i zatłoczonej stolicy. Pracowały nad szkicami krajobrazów, a do Paryża wyjeżdżały tylko na jednodniowe wycieczki, aby odwiedzić doroczny Salon i oglądać własne obrazy na wystawie.

## Powrót do Danii
W 1882 roku Wegmann wróciła do Kopenhagi, gdzie była już znana z prac, które wystawiała w pałacu Charlottenborg od 1873 roku aż do śmierci. W 1883 roku otrzymała Thorvaldsen Medaillen za portret siostry, nagrodę przyznawaną przez Akademiet for de Skønne Kunster będącą częścią Królewskiej Duńskiej Akademii Sztuk.
W 1887 roku była pierwszą kobietą, która została członkinią Królewskiej Duńskiej Akademii Sztuk. W tym samym roku została przyjęta do komitetu zarządzającego Komitee von Charlottenborg. Jako członek zarządu w latach 1887–1907 „Tegne- og Kunstindustriskolen for Kvinder” – szkoły rysunku i sztuki dla kobiet, działała na rzecz edukacji kobiet.

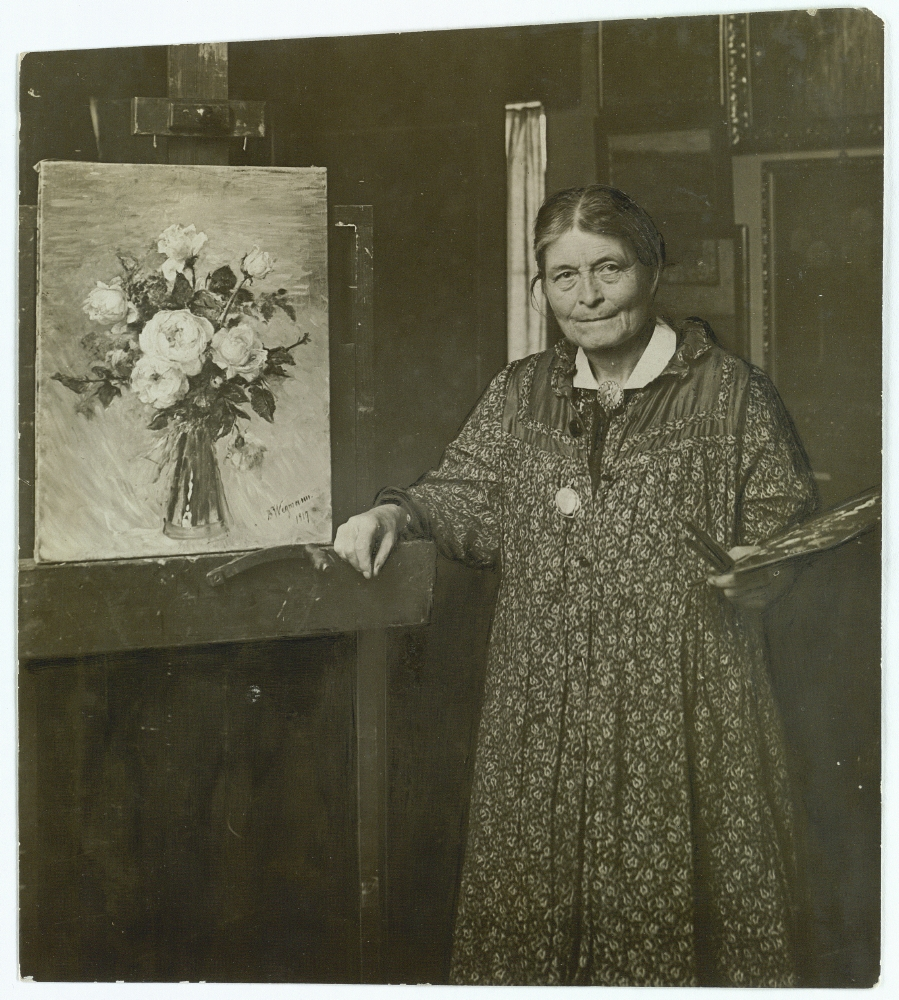
Bertha Wegmann, 1926

W 1892 roku otrzymała królewski medal „Ingenio et arti”. Była jedną z pierwszych kobiet, które otrzymały tą prestiżową nagrodę przyznawaną w Danii od 1841 roku, dla zasłużonych artystów i naukowców. Do końca życia mieszkała w Kopenhadze, gdzie wystawiała prace i uczyła malarstwa inne kobiety. Reprezentowała też Danię na kilku światowych wystawach, w tym na Światowej Wystawie Kolumbijskiej w Chicago w 1893 roku, zorganizowanej w 400. rocznicę odkrycia Ameryki przez Krzysztofa Kolumba.
W 1895 roku zwróciła uwagę prasy duńskiej i szwedzkiej odmawiając wykonania portretu Jacoba Brønnuma Scaveniusa Estrupa w jego domu. W zamian zaproponowała, że może sportretować go u siebie w studiu. Fakt ten wzbudził zainteresowanie, ponieważ w tym czasie Estrup był premierem Danii. Ostatecznie obraz nie został namalowany przez Wegmann.
Bertha Wegmann zmarła w 1926 roku, w wieku 79 lat, w swojej pracowni w Dronningens Tværgade. Wszystkie jej obrazy odziedziczyła Toni Agnes Möller-Wegmann.

## Galeria

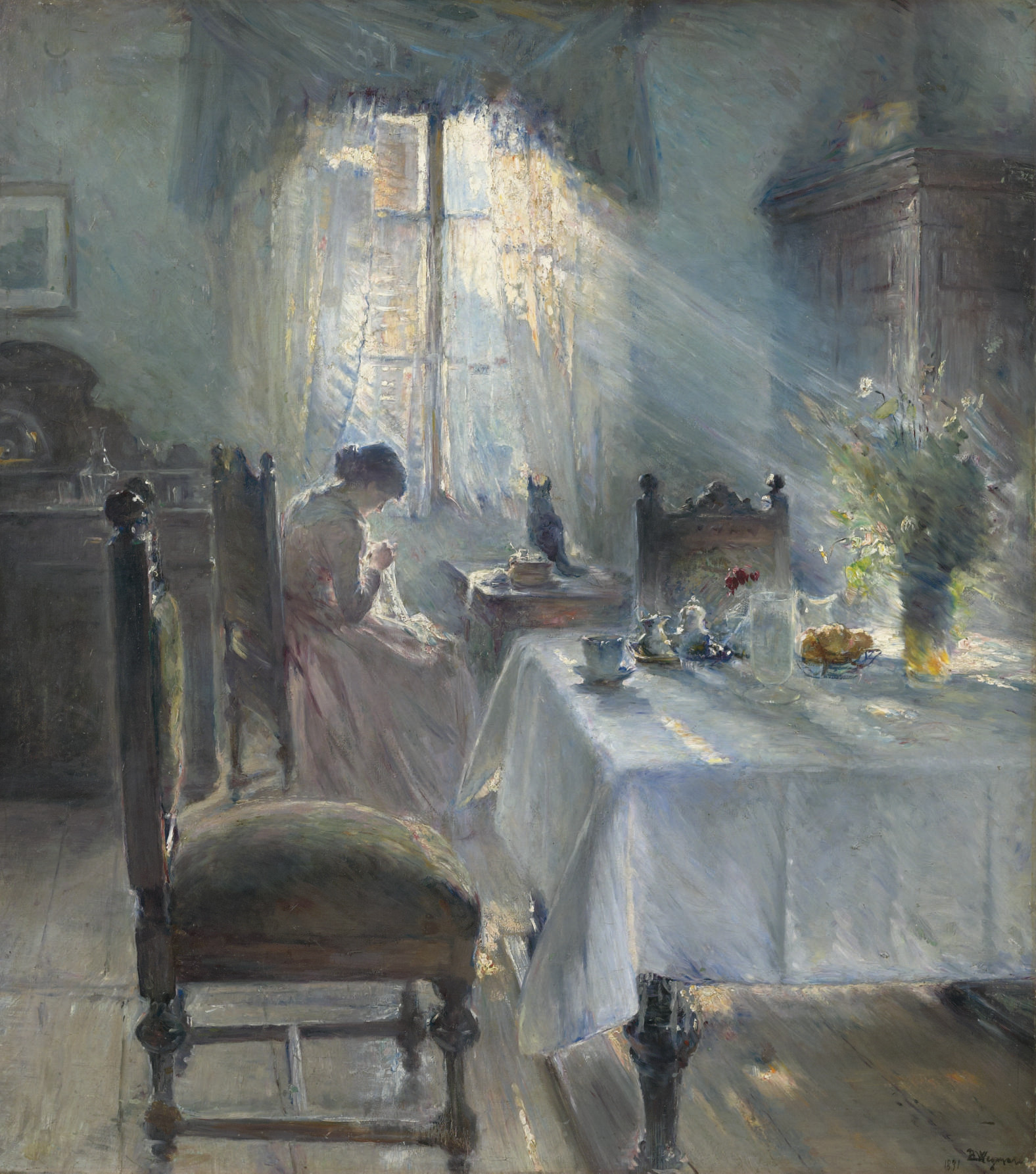
Naaiende vrouw
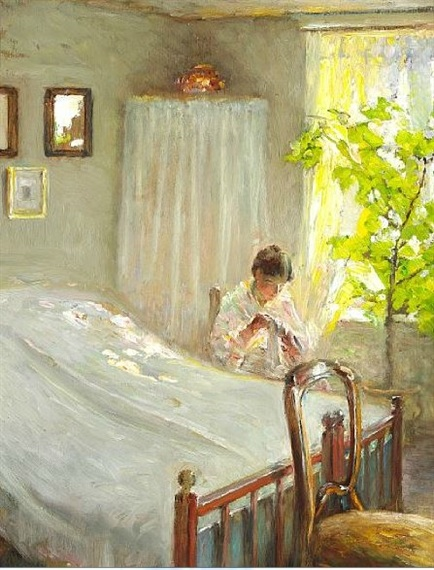
Vrouw in zonverlichte kamer
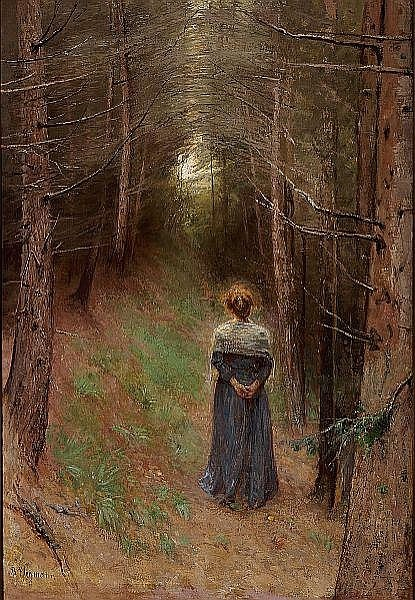
Dennenbos in Tirol
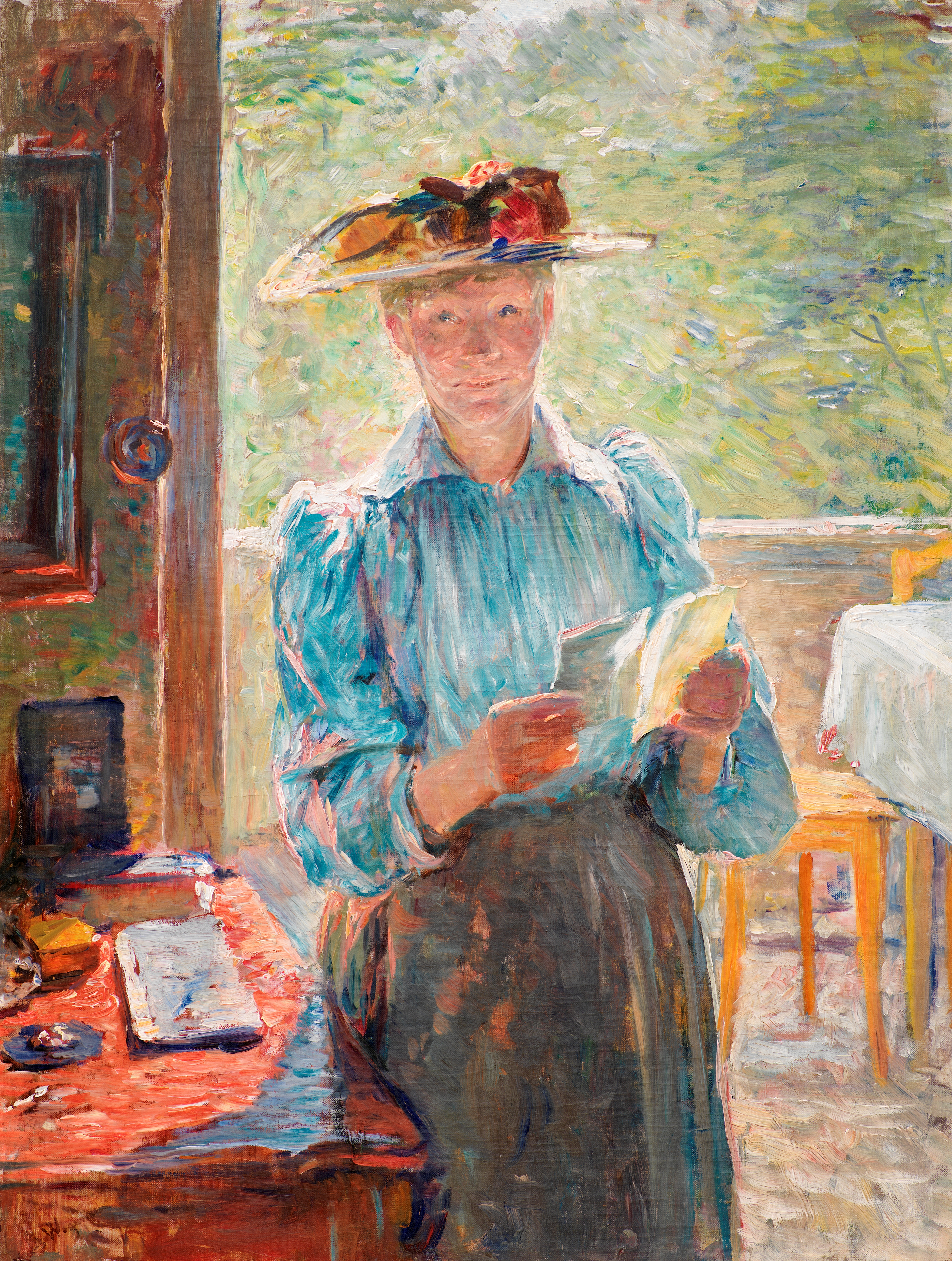
Hanna Lucia Bauck
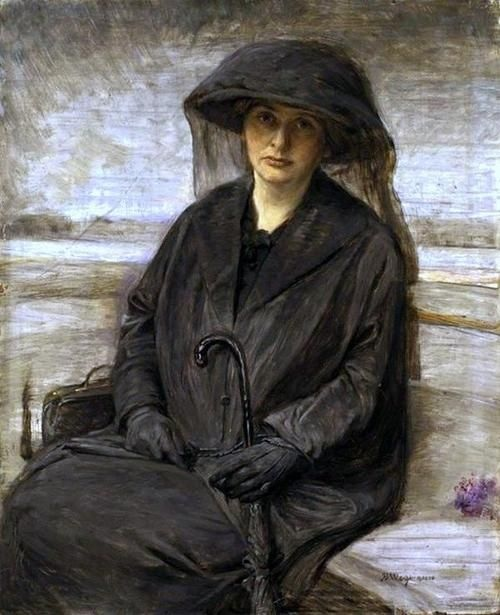
Rouwende vrouw
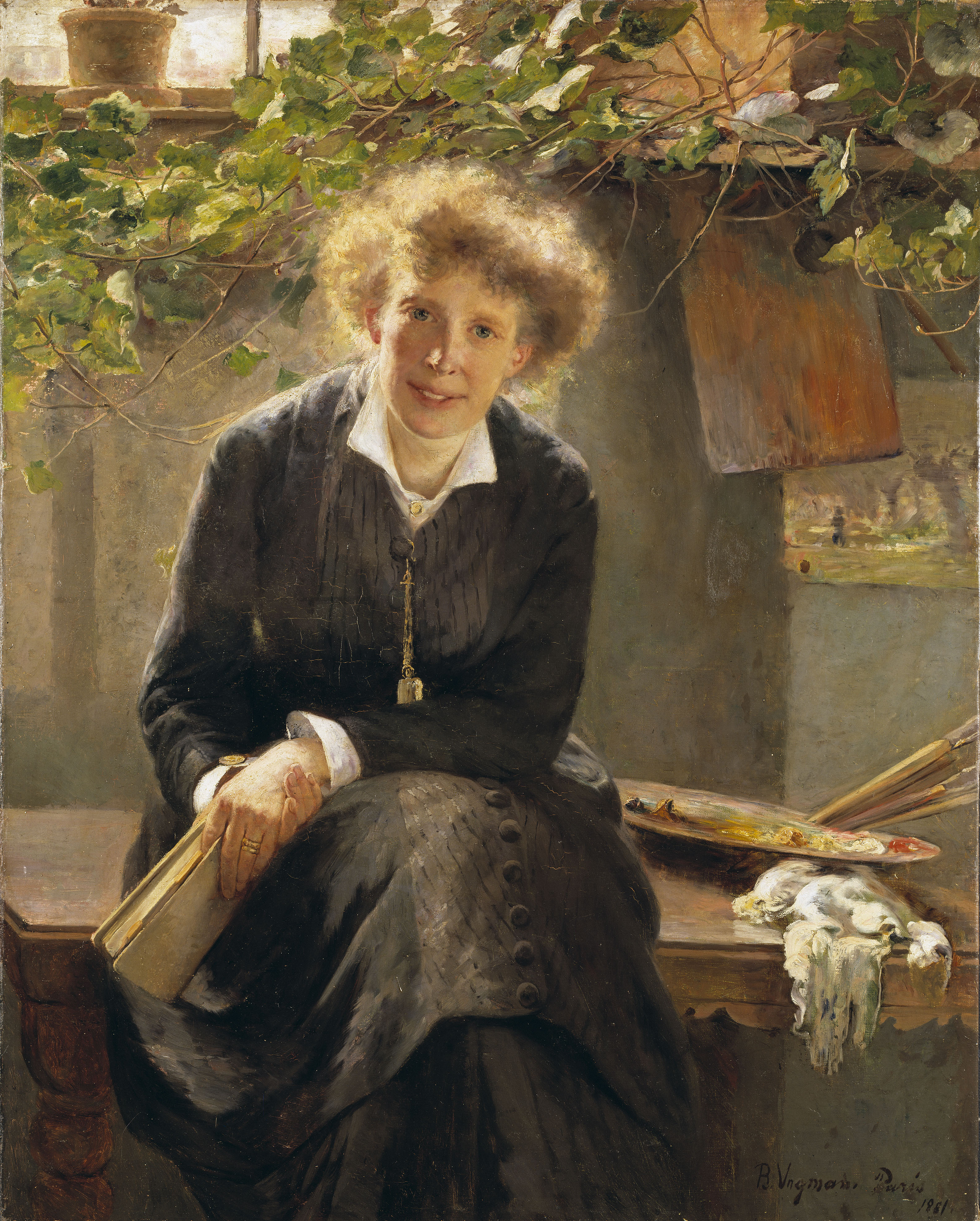
Jeanna Bauck, 1881
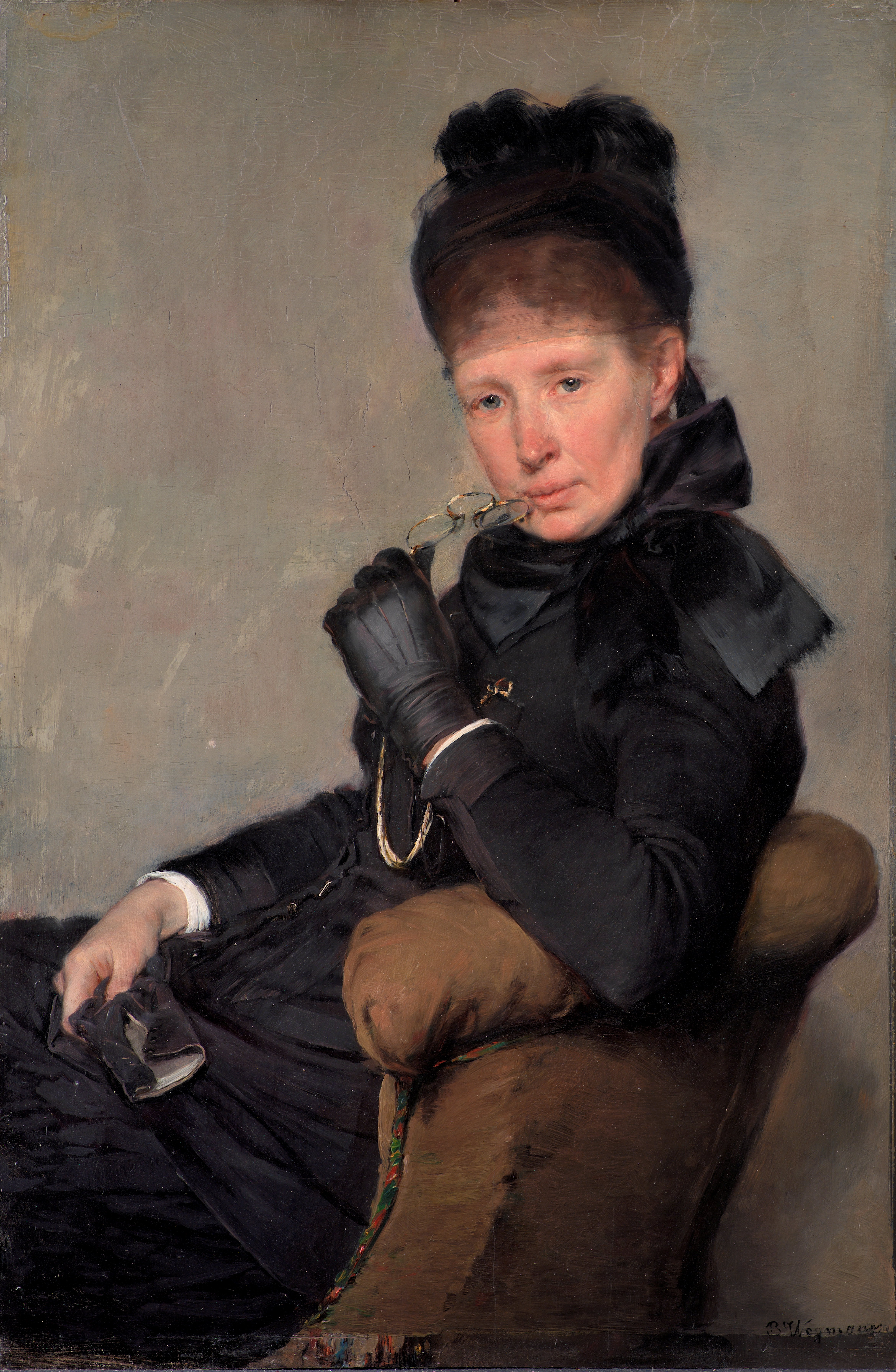
Jeanna Bauck, 1887
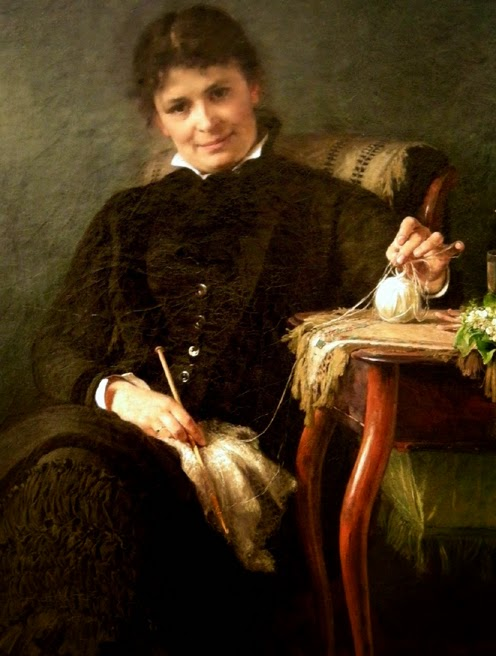
Anna Seekamp, Bertha’s zus
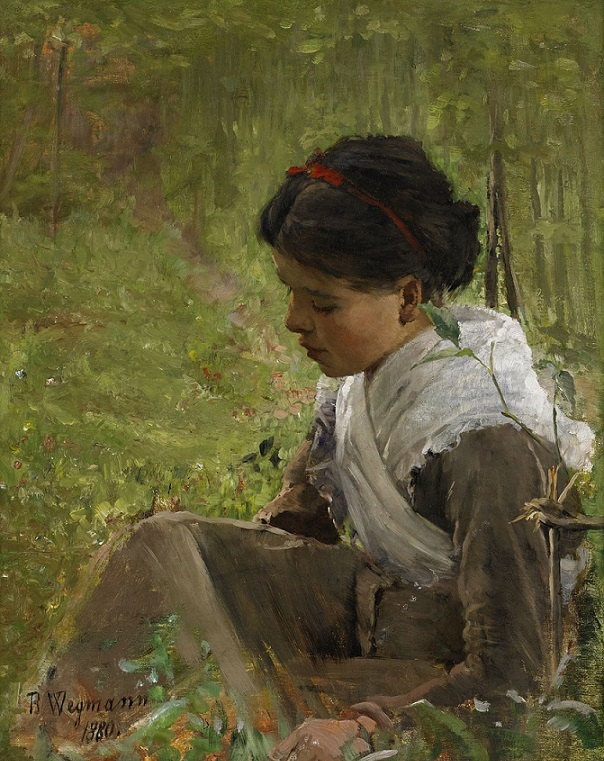
Meisje in het bos
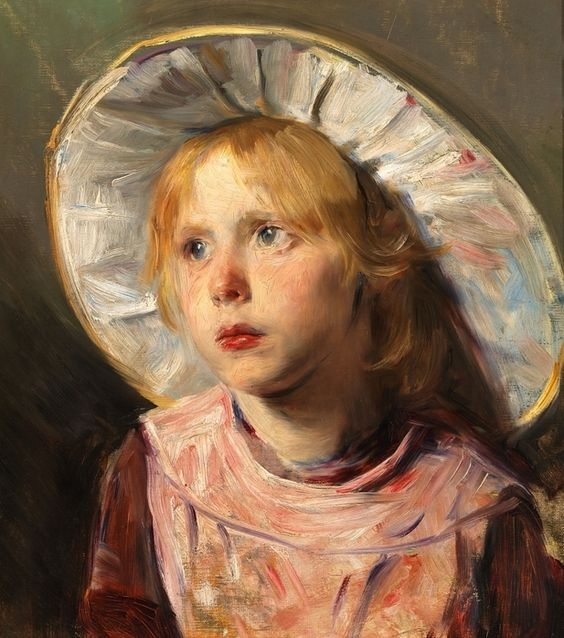
Portret van een jong meisje